# Jon Wright (Snookerspieler)
Jon Wright (* 10. August 1962) ist ein ehemaliger englischer Snookerspieler aus London, der zwischen 1986 und 1994 für acht Saisons auf der Profitour spielte. In dieser Zeit erreichte er dreimal die Runde der letzten 32 eines Ranglistenturnieres, das Viertelfinale des ersten Events der Turnierserie WPBSA Non-Ranking 1988 und Rang 53 der Snookerweltrangliste. Die Qualifikation für die Profitour hatte er durch zwei Finalteilnahmen inklusive eines Turniersieges im Rahmen der WPBSA Pro Ticket Series erlangt.

## Karriere
Wright erreichte 1984 das Halbfinale der Qualifikation für die English Amateur Championship, wo er aber ausschied. Im selben Jahr durfte er an der Amateurweltmeisterschaft teilnehmen, wo er ins Halbfinale einzog und dort gegen den späteren Turniersieger Omprakesh Agrawal ausschied. Ein Jahr später nahm er erneut an dem Turnier teil, schied aber diesmal bereits in der Gruppenphase aus. Im selben Jahr nahm er an zwei Events der WPBSA Pro Ticket Series teil. Während er beim ersten Event noch im Finale gegen David Roe verlor, besiegte er beim zweiten Turnier im Endspiel Roe. Dadurch wurde er zur nächsten Saison Profispieler.
Bereits während seiner ersten Profisaison erreichte Wright vier Hauptrunden von Ranglistenturnieren, wichtig waren vor allem seine Teilnahmen an der Runde der letzten 32 des Classic und der Snookerweltmeisterschaft. Am Saisonende wurde er auf der Weltrangliste auf Rang 53 geführt, der besten Platzierung seiner Karriere. In den folgenden beiden Saisons hatte Wright vor allem Erfolg bei Turnieren ohne Weltranglisteneinfluss (English Professional Championship, WPBSA Non-Ranking), doch er schaffte es, regelmäßig Hauptrunden von Ranglistenturnieren zu erreichen, auch wenn er lediglich beim Classic 1989 in die Runde der letzten 32 vorstoßen konnte. Bis Mitte 1989 hatte er sich dadurch nur geringfügig auf der Weltrangliste verschlechtert und belegte nun Platz 67. Zwar erreichte er auch während der nächsten drei Saisons regelmäßig eine Hauptrunde, trotzdem rutschte Wright auf der Rangliste bis auf Rang 109 ab. Die Saison 1992/93 verlief jedoch deutlich schlechter und Wright verlor viele Spiele. Zusätzlich wurde er wegen Unsportlichkeit im Rahmen einer Partie gegen Allison Fisher beim Dubai Classic vom Weltverband bestraft. Nach dem Saisonende verzichtete er auf weitere Profipartien. Dennoch verbessert auf Rang 92, beendete er 1994 seine Profikarriere.

## Erfolge
| Ausgang         | Jahr | Turnier                                 | Finalgegner | Ergebnis |
| --------------- | ---- | --------------------------------------- | ----------- | -------- |
| Amateurturniere |      |                                         |             |          |
| Zweiter         | 1985 | WPBSA Pro Ticket Series 86/87 – Event 1 | David Roe   | 4:5      |
| Sieger          | 1985 | WPBSA Pro Ticket Series 86/87 – Event 2 | David Roe   | 5:1      |